# Rinka

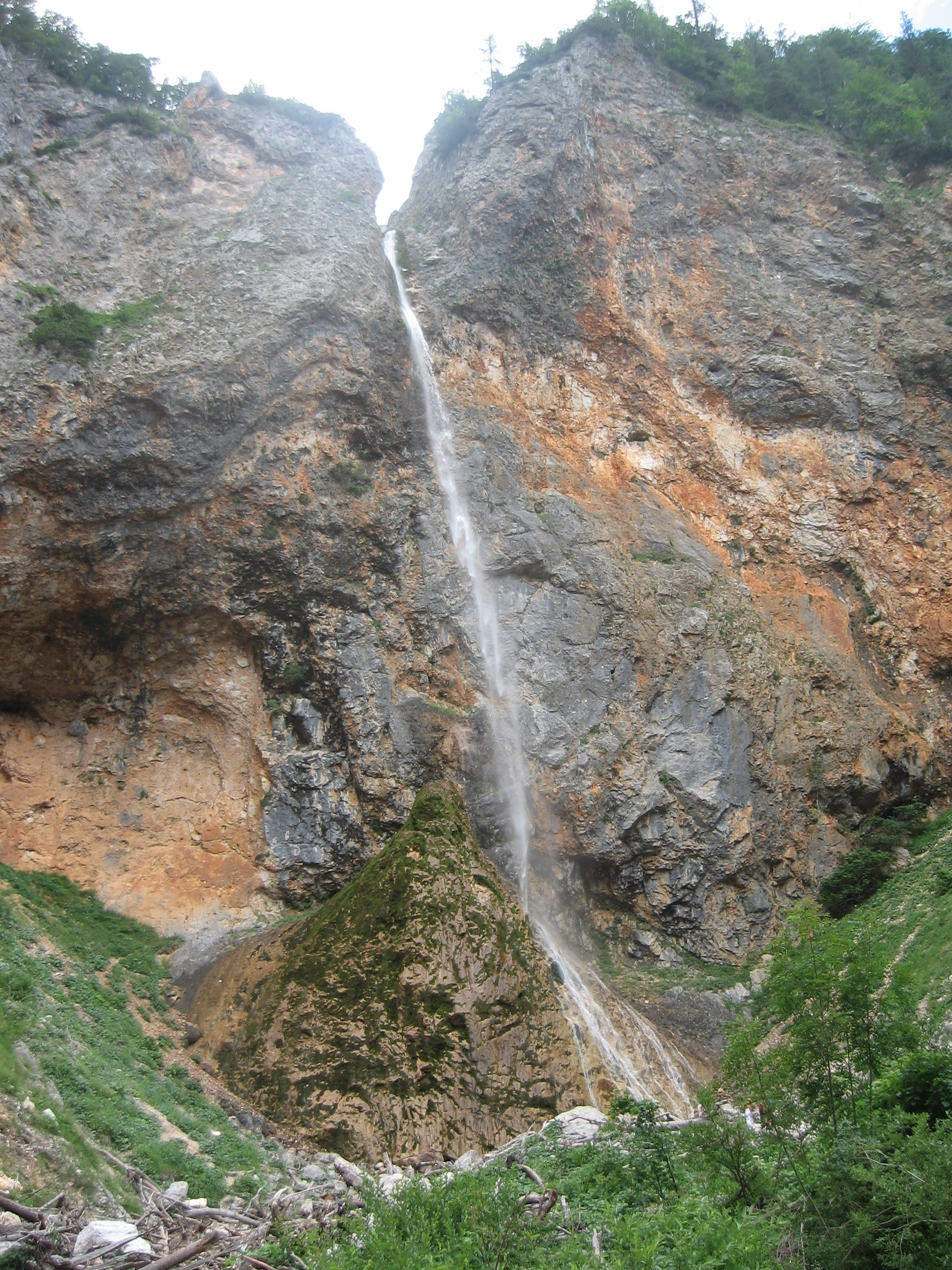
Rinka waterfall (90 m)

La Rinka (Slap Rinka) est une chute d'eau située dans la vallée de Logarska dans les Alpes kamniques en Slovénie. Elle est située près de la source de la rivière Savinja, au pied de la Mrzla gora. 

## Description
Il s'agit de la plus haute chute parmi les vingt qui se déversent dans la vallée de Logarska. D’une hauteur totale dépassant légèrement les 100 mètres, la chute se décompose en trois sauts dont le plus grand fait environ 90 mètres de haut. Le bas de la chute se situe à une altitude de 1 120 mètres. La chute est une des plus célèbres de Slovénie et est ainsi une attraction touristique populaire. En hiver, il est possible d'y pratiquer l’escalade sur glace. La chute est particulièrement bien visible à partir du sommet montagneux du col Kamnique. 

## Accès
Depuis le stationnement du fin fond de la vallée des Logar (Logarska dolina), une route en macadam barrée aux véhicules mène au pied de la chute, de même que le chemin de randonnée continuant alors vers le refuge de montagne Frischaufov dom.